# Semperella alba
Semperella alba är en svampdjursart som beskrevs av Konstantin R. Tabachnick 1988. Semperella alba ingår i släktet Semperella och familjen Pheronematidae.
Artens utbredningsområde är havet kring Mikronesien. Inga underarter finns listade i Catalogue of Life.